# Thise (Frankrig)
 For alternative betydninger, se Thise. (Se også artikler, som begynder med Thise)
Thise er en kommune, der ligger 7 km nordøst for Besançon i departementet Doubs i regionen Franche-Comté i det østlige Frankrig. 
Indtil 1960 var Thise en udpræget landkommune. Siden dengang har kommunen fået en del industri, og folketallet er mangedoblet. I dag er Thise nærmest en forstad til Besançon.
47°16′56″N 6°04′31″Ø / 47.2822°N 6.0753°Ø